# Inariyama-Kofun

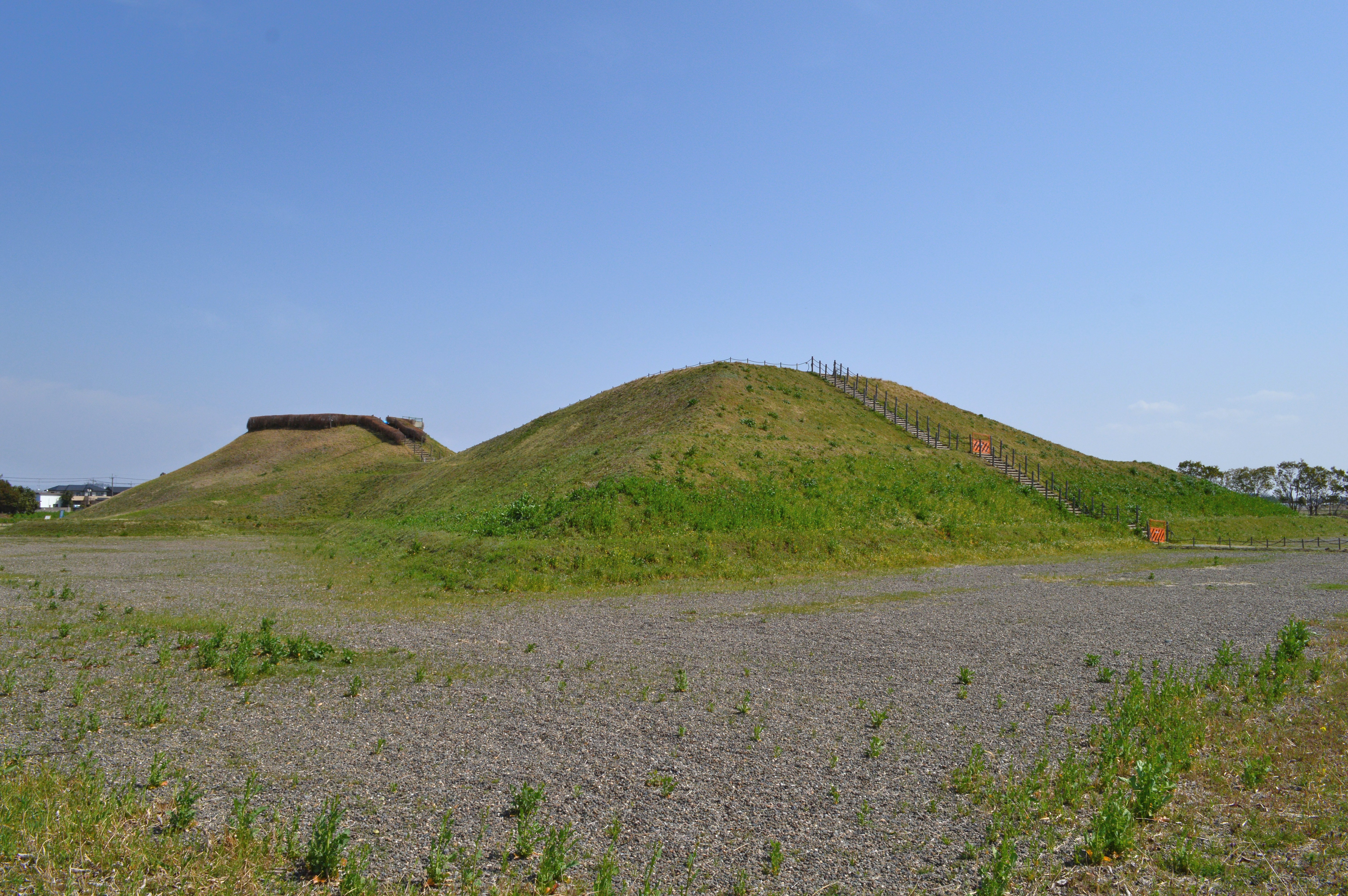
Inariyama-Kofun

Inariyama-Kofun (japanisch 稲荷山古墳 Inariyama kofun) ist ein schlüssellochförmiges Hügelgrab (前方後円墳 zempō kōenfun) und damit eine archäologische Fundstätte aus der späten Kofun-Zeit in der japanischen Gemeinde Gyōda, Präfektur Saitama. Bisweilen wird es auch als Sakitama-Inariyama-Kofun bezeichnet, um Verwechselungen mit anderen Hügelgräber des gleichen Namens zu vermeiden oder um es unter den weiteren in Saitama gefundenen Kofun eindeutig zu identifizieren. Im Kofun fand man 1968 das Inariyama-Schwert, in das 115 goldene Schriftzeichen beidseitig in die Klinge eingelegt sind. Das Schwert wurde 1983 zum Nationalschatz deklariert. Das Hügelgrab gehört zur Sakitama-Kofungruppe und wurde als nationale historische Stätte deklariert. Es stammt aus der zweiten Hälfte des 5. Jahrhunderts.

## Ausgrabungsgeschichte

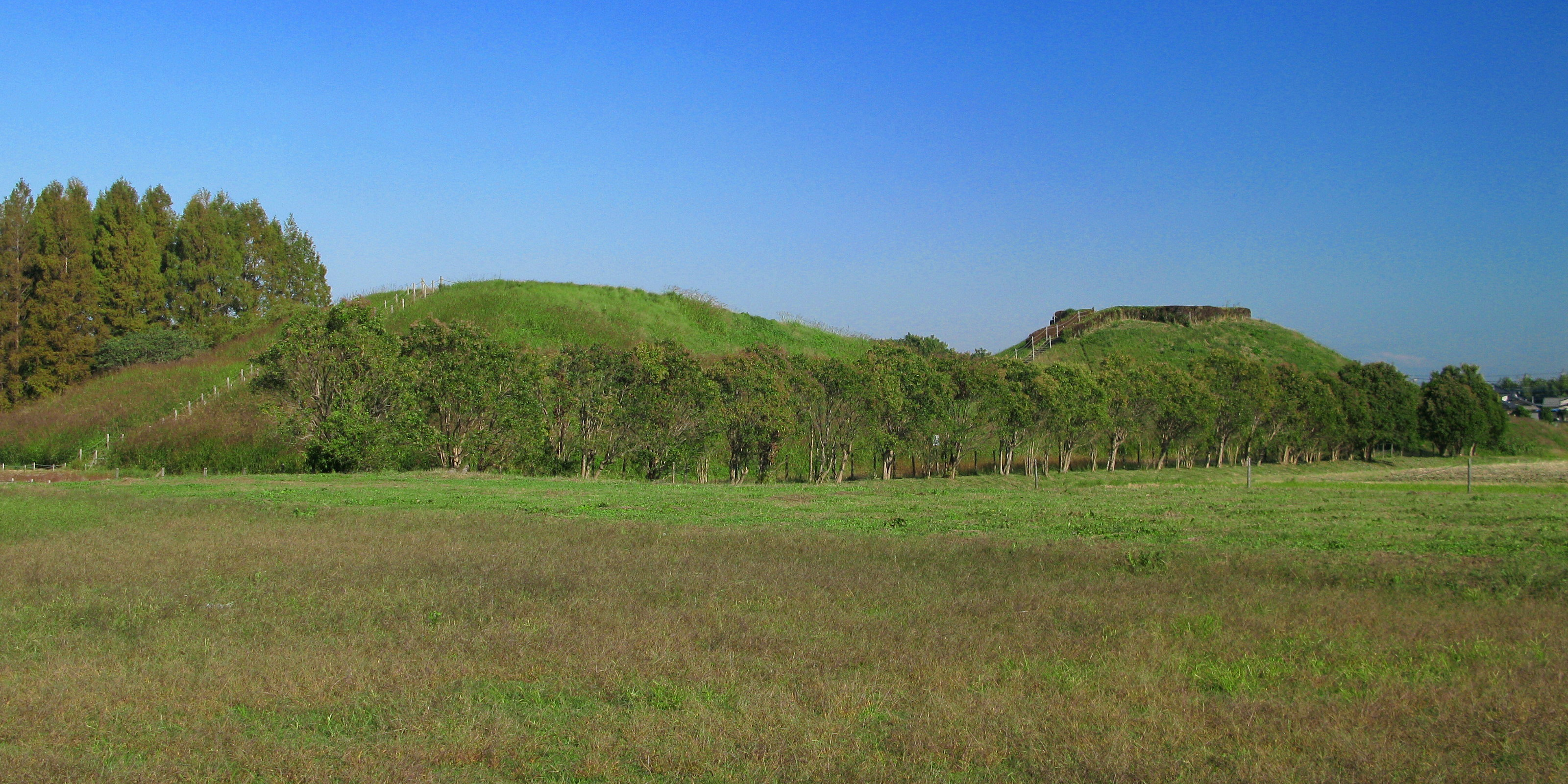
Inariyama-Kofun, 2012

Tsukuridashi. Links zwischen rechteckigem und rundem Teil das Tskuridashi, rechts gegenüber der Hals (kubire) des Hügelgrabs am Übergang vom rechteckigen zum runden Teil.

1937 verwendete man für den Bau eines Polders zum Zwecke der Landgewinnung Erde vom rechteckigen Teil des Kofuns, wodurch das Hügelgrab beschädigt wurde. 1968 wurde die Bestattungsanlage ausgegraben, 1973 wurde der äußere Graben erschlossen, 1976 der innere Graben um das Kofun teilrestauriert. 2003 erfolgte eine nunmehr fast vollständige Restaurierung.

## Überblick

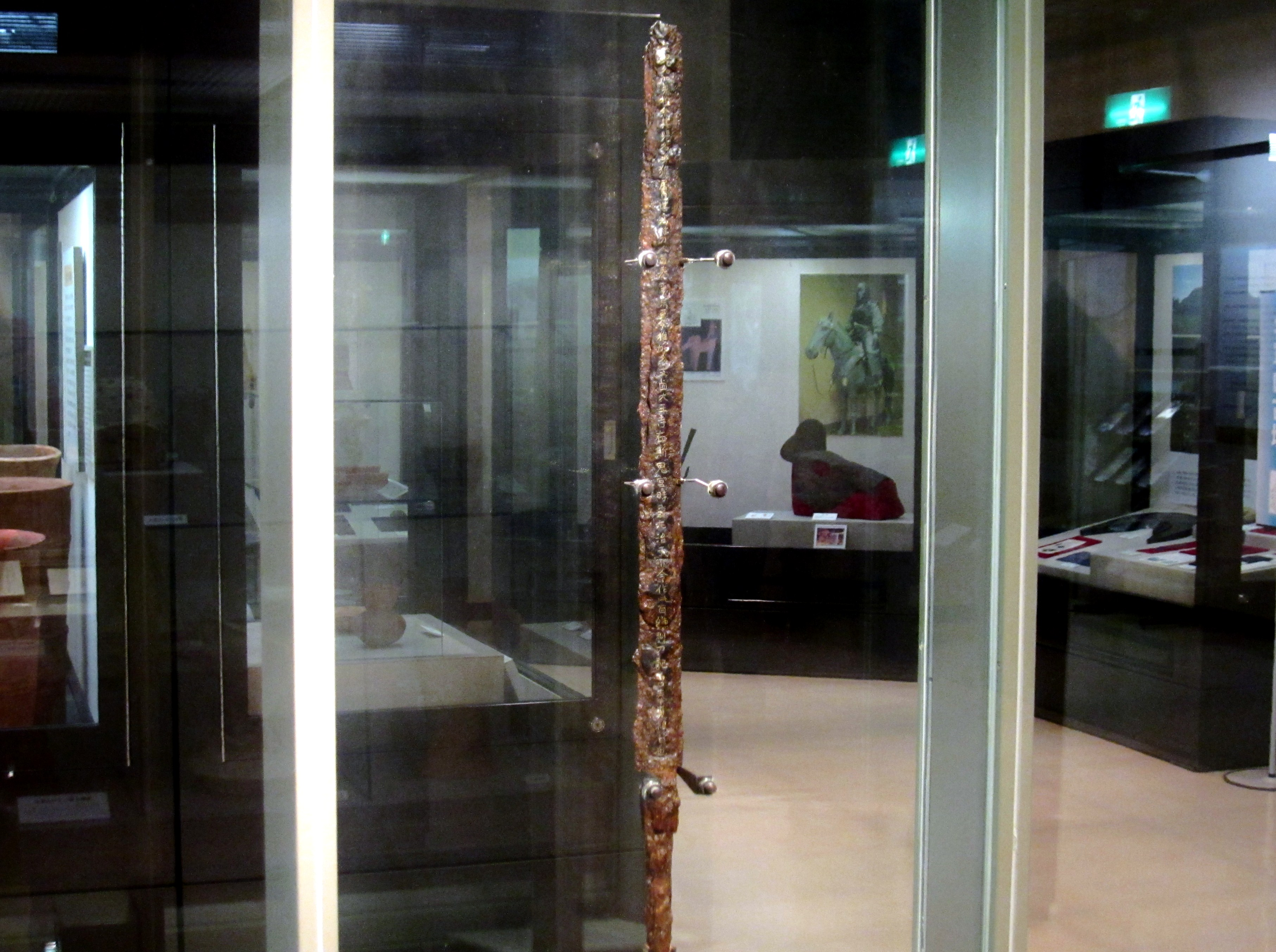
Inariyama-Schwert

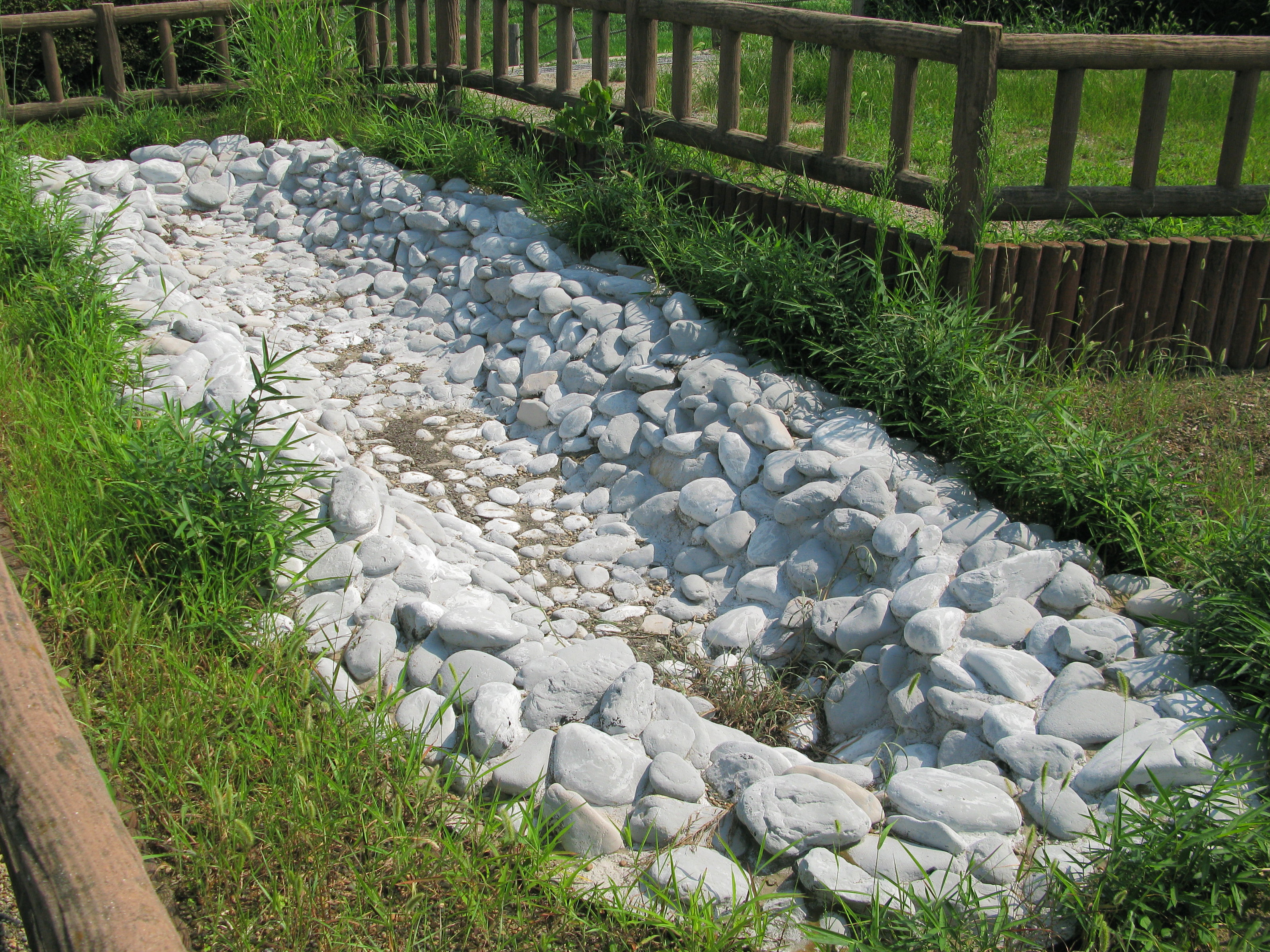
Kiesbett des Holzsarges, Rekonstruktion

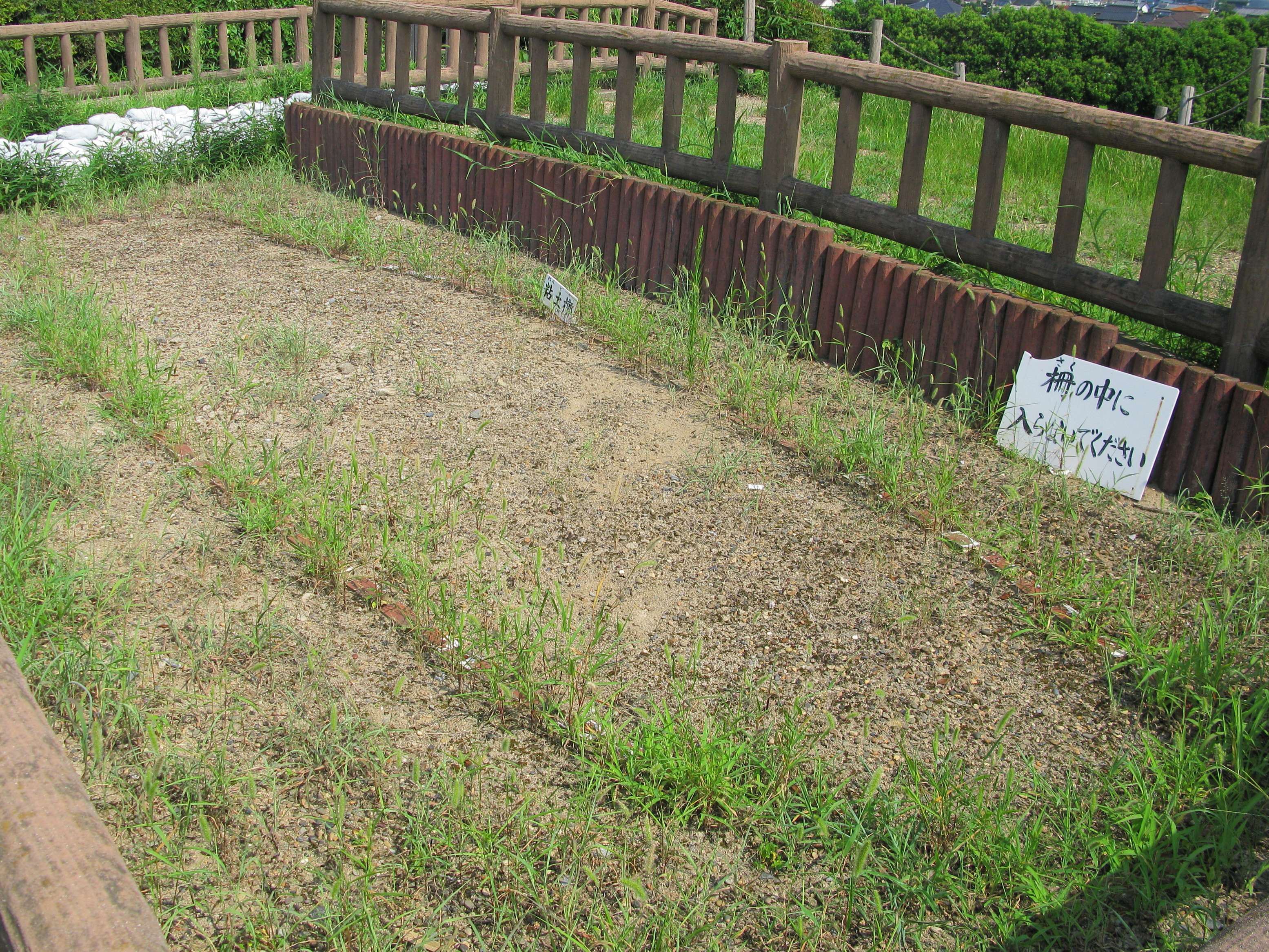
Lehmpackung des Holzsarges, Rekonstruktion

Das Inariyama-Kofun ist mit 120 m Länge nach dem Futagoyama-Kofun das zweitgrößte Hügelgrab der Präfektur. Die Breite des rechteckigen Teils beträgt 74 m, die Höhe 10,7 m. Der runde Teil besitzt eine Breite von 62 m und eine Höhe von 10,7 m.  Die Form des Inariyama-Kofun weist viele Ähnlichkeiten mit dem Daisenryō-Kofun (大仙陵古墳) in Sakai in der Präfektur Osaka auf. Dem Kaiserlichen Hofamt zufolge handelt es sich in Osaka um das Grab des Kaisers Nintoku (百舌鳥耳原中陵 Mozu no mimihara no naka no misasagi). Reduziert man die Größe des Kaisergrabes in Osaka um ein Viertel, so gleicht es der Form des Inariyama-Kofun sehr. Da die zwei weiteren der insgesamt neun Hügelgräber der Sakitama-Kofungruppe in Gyōda, gemeint sind das Futagoyama-Kofun (二子山古墳) und das Teppōyama-Kofun (鉄砲山古墳), sich in der Größe vom Inariyama-Kofun unterscheiden, nimmt man an, dass das Inariyama-Kofun als Modell für das Kaisergrab in Osaka diente. Auch die beiden Hügelgräber Ōtsukayama-Kofun (大塚山古墳) in der Präfektur Nara und das Ryōgūzan-Kofun (両宮山古墳) in der Präfektur Okayama weisen bei reduzierter Größe Gemeinsamkeiten mit dem Kaisergrab in Osaka auf.
Das Inariyama-Kofun besitzt an der westlichen Flanke des rechteckigen Vorbaus einen Vorsprung, genannt Tsukuridashi (造(り)出(し), siehe Abbildung). Die Hauptachse des Kofun ist in Richtung des Fuji-san ausgerichtet. Das Kofun ist zweistufig ohne Steinpflasterung angelegt worden. Der runde Teil ist von einem inneren und einem äußeren Graben umgeben, der zur Zeit der Erbauung ca. 1,8 m tief war. Auf der Kuppel des runden Teils gibt es eine Bestattungsanlage, die rekonstruiert wurde. Untersuchungen mit einem Bodenradar 2016 ergaben, dass es im Grabhügel weitere noch nicht ausgegrabene Kammern gibt.

## Bestattung und bestattete Person
Die Bestattungsanlage enthält einen Holzsarg, der mit einer Lehmpackung (粘土槨 nendo-kaku) und zusätzlich mit einer Kiesschicht (礫槨 reki-kaku) umgeben war. Aufgrund der reichen Grabbeigaben für die bestattete Person hält die Forschung es für sehr wahrscheinlich, dass es sich beim Bestatteten um eine hochrangige Persönlichkeit handelt, die in Beziehung zum Yamamto-Hof (ヤマト王権 Yamato-ōken), dem ersten staatsähnlichen Gebilde Japans, stand. Über die Herkunft dieser Person namens „Wowake“ (ヲワケ) gibt es im Wesentlichen drei Theorien:
1. Es handelt sich bei Wowake um ein Oberhaupt des Yamato-Hofes in der Region Kinai, dem das Schwert, das unter der Kieslage beigegeben war, verliehen wurde. Demnach könnte es sich um einen Prinzen und Vorfahren des Abe- oder Kashiwade-Klans gehandelt haben.
2. Es handelt sich um ein hochrangiges Mitglied des Yamato-Hofes, das in die östlichen Gebiete entsandt worden war.
3. Es handelt sich um eine Person aus den östlichen Gebieten, die mit dem Yamato-Hof in Verbindung stand.

Eine empirische Basis gibt es jedoch bisher für keine der drei Erklärungen.
Alle drei Theorien bringen den Text des mit dem Bestatteten zusammen aufgefundenen Inariyama-Schwertes in Anschlag. Aus der Inschrift geht hervor, dass es sich bei Wowake um einen „Anführer der Schwertträger“ handelte, der den Großkönigen diente. Der Aufzählung der Vorfahren entsprechend diente Wowake in der 8. Generation für die Großkönige und war auf dem Gipfel des Ansehens angelangt.
Die erste und zweite Theorie beziehen sich zudem auf das Nihonshoki. Dort wird berichtet, dass 534 der Ankan-Tennō die Kasahara-Familie (笠原使主 Kasahara no omi, kurz Onushi) mit der erblichen Verwaltung (国造 kuni no miyatsuko) der Provinz Musashi betraute. Diese Theorie gewann an Relevanz, als man in der Kansai-Region ein schlüssellochförmiges Kofun mittlerer Größe fand, aus dem hervorgeht, dass Kasahiyo, der Name des Vaters von Wowake, der auf dem Inariyama-Schwert eingraviert ist, auch Kasahara gelesen werden kann.

## Artefakte
Unter den ausgegrabenen Artefakten befanden sich anthropomorphe Haniwa, darunter Figuren, die Helme mit Zieraufsätzen (眉庇付冑 mabisashitsuki kabuto) trugen. Außerdem Haniwa in Form einer Maiko mit glöckchenverzierten Bronzespiegeln. Darüber hinaus wurden zusammen mit dem Inariyama-Schwert weitere Artefakte zum Nationalschatz deklariert, darunter Bronzespiegel, eine kommaförmige Jadeperle, ein Gürtelbeschlag aus Goldbronze, eine Silbermünze, Pfeilspitzen und Platten eines Lamellenpanzers. Außerdem gehörten dazu Pferdegeschirr, Messer, weitere Schwerter und Werkzeuge.